# Świadkowie Jehowy w Olsztynie
Świadkowie Jehowy w Olsztynie – wspólnota religijna Świadków Jehowy w Olsztynie, stolicy województwa warmińsko-mazurskiego, należących do 8 zborów prowadzących działalność religijną na terenie miasta (stan w roku 2024).

## Historia

### Początki działalności
Pierwsi Świadkowie Jehowy (noszący wtedy jeszcze nazwę Badacze Pisma Świętego) pojawili się na południowych terenach Prus Wschodnich w pierwszej dekadzie XX wieku. W latach 20. XX wieku w Olsztynie działał już zbór.
We wrześniu 1931 roku zbór odwiedził przedstawiciel niemieckiego biura, pielgrzym o nazwisku Kiper.

### Prześladowania w okresie nazizmu

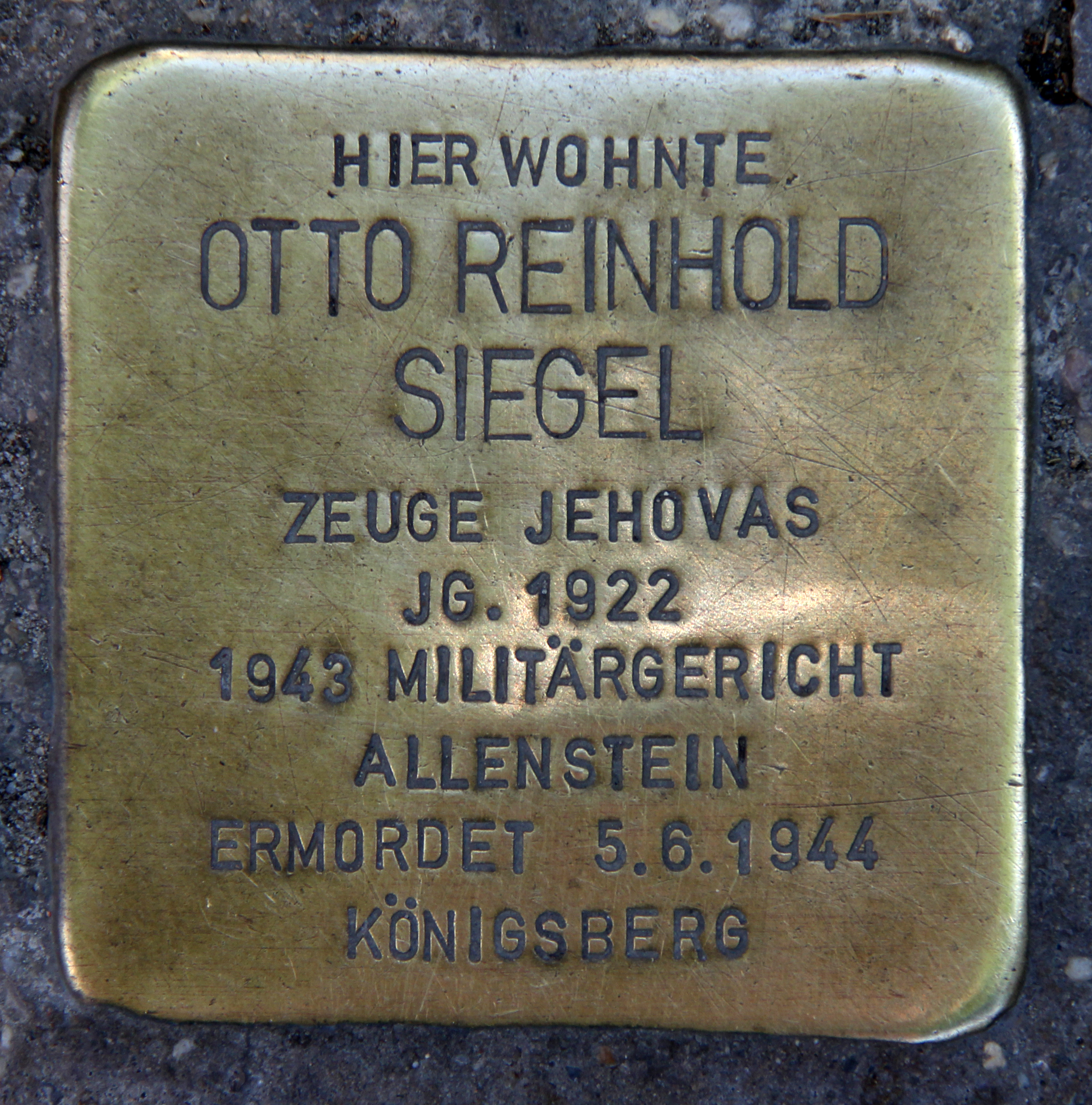
Stolperstein Otto Siegela, który za odmowę służby wojskowej w 1944 roku przez nazistowski Sąd Okręgowy w Olsztynie został skazany na karę śmierci

Po dojściu do władzy nazistów w roku 1933 na terenie Prus, a potem całych Niemiec, władze zdelegalizowały działalność Świadków Jehowy (przyjęcie nowej nazwy w 1931 roku). Wyznawców poddano represjom i prześladowaniom, wielu z nich uwięziono w hitlerowskich obozach koncentracyjnych, część stracono.

### Okres po II wojnie światowej (1945–1950)
Po II wojnie światowej wraz z innymi polskimi osadnikami na teren Warmii i Mazur przybyli również Świadkowie Jehowy. W Olsztynie rozpoczęto działalność ewangelizacyjną w roku 1946, początkowo głosiciele dojeżdżali z innych miejscowości regionu (np. z Mostkowa koło Łukty, gdzie osiadło kilka rodzin Świadków).
W maju 1947 roku powstał pierwszy olsztyński zbór liczący wtedy 17 osób, któremu przewodził, przybyły miesiąc wczeńiej Tadeusz Wincenciuk. Pochodził z Nowej Wsi koło Sokołowa Podlaskiego. Do Olsztyna przyjechał też Stefan Wincenciuk, Eugeniusz Kądziela pochodzący z Kołodzieża koło Moniek, a ochrzczony w 1943 roku i Feliks Sidorek (kolejarz pochodzący z województwa białostockiego). Początkowo zgromadzali się w lokalach prywatnych (zarejestrowano trzy takie adresy).
W tym samym roku Świadkowie podjęli starania o pomieszczenie, w którym mogliby się spotykać i organizować wykłady biblijne. Uzyskali lokal w Olsztynie przy ul. Sarnowskiego 6, który służył jako Sala Królestwa na około 100 miejsc. Spotykało się tam regularnie około 60–70 osób, Świadków Jehowy i sympatyków.
Według niepełnych danych na początku 1948 roku wojewódzkie władze administracyjne szacowały liczbę około 50 Świadków Jehowy w Olsztynie. W kolejnym dokumencie z tego samego roku liczba wzrosła do 56. Ocenia się, że w 1948 roku ich liczba była wyższa od tej podanej przez urząd.
Pierwsze zgromadzenie obwodowe z udziałem około 200 osób odbyło się w dniach 18–20 czerwca 1948 roku w Olsztynie. Połączono ją z działalnością ewangelizacyjną w tym mieście.

### Okres zakazu (1950–1989)
Komunistyczne władze utrudniały Świadkom Jehowy prowadzenie działalności, pracownicy Urzędu Bezpieczeństwa prowadzili ich inwigilację. 30 czerwca 1948 roku władze województwa zamknęły lokal przy ul. Sarnowskiego. Nie pomogły wielokrotne odwołania od tej decyzji, ani też wizyta wiosną 1949 roku Stefana Behunicka, misjonarza i przedstawiciela Biura Oddziału. Udało mu się tylko częściowo odzyskać skonfiskowanych publikacje. Zebrania zboru w Olsztynie odbywały się odtąd w mieszkaniu przy ulicy Waryńskiego.
W lipcu 1950 roku zdelegalizowano działalność Świadków Jehowy w Polsce pod zarzutem szpiegostwa. Według danych Urzędu Bezpieczeństwa w roku 1950 w Olszytnie działało 35–60 głosicieli.
Wyznawców poddawano szykanom, prześladowaniom, a niektórych uwięziono. Funkcjonariusze Urzędu Bezpieczeństwa prowadzili sprawy operacyjne przeciwko Świadkom Jehowy w Olsztynie (m.in. przeciwko takim osobom jak: Maria Mróz (1950–1966); Tadeusz Funikowski (1950); Andrzej Grażda (1950); Jerzy Kardyszewski (1950); Jan Lachtara (1950); Feliks Sidoryk (1950); Tadeusz Wincenciuk (1950); Witold Kroczek (1955–1958; „sługa obwodu związku wyznaniowego Świadkowie Jehowy w Olsztynie”)).
W okresie zakazu Świadkowie Jehowy spotykali się i prowadzili działalność w warunkach konspiracji.
Po roku 1956 prześladowania zelżały, choć formalnie obowiązywał zakaz działalności. Ogłoszono amnestię, do Olsztyna przyjechała też grupa repatriantów z Syberii. Świadkowie w Olsztynie organizowali zebrania w mieszkaniach prywatnych i prowadzili działalność od drzwi do drzwi. Drukowano też w konspiracji na powielaczach czasopisma („Strażnica Zwiastująca Królestwo Jehowy” i „Przebudźcie się!”) oraz książki. Większe zgromadzenia organizowano poza miastem, na przykład w lasach lub na posesjach wiejskich. W roku 1958 w podolsztyńskiej wsi Słupy na „leśny kongres” przybyło 126 osób.
Pomimo utrudnionych warunków w latach 60. i 70. XX wieku liczba wyznawców powoli się powiększała.

#### Czas „odwilży”
Pod koniec 1977 roku olsztyńskich Świadków Jehowy odwiedził Daniel Sydlik, członek Ciała Kierowniczego w Nowym Jorku, który w Polsce bezskutecznie prowadził rozmowy z władzami państwowymi o zalegalizowaniu działalności.
W roku 1982 (w okresie obowiązywania stanu wojennego) władze po raz pierwszy zgodziły się na zorganizowanie w Polsce kilku większych kongresów. Jeden z nich odbył się w Olsztynie w Hali Widowiskowo-Sportowej „Urania”. W następnych latach Świadkowie regularnie wynajmowali ten obiekt do organizowania zgromadzeń. Wynajmowano też inne sale publiczne, na przykład na doroczną uroczystość Wieczerzy Pańskiej.

### Czasy współczesne
W połowie lat 80. XX wieku liczba Świadków w Olsztynie sięgała ponad 200 osób i wraz ze schyłkiem systemu komunistycznego nastąpił dalszy wzrost liczebny. 12 maja 1989 roku Świadkowie Jehowy w Polsce zostali ponownie prawnie zarejestrowani jako wyznanie religijne.
12 czerwca 1988 roku została oddana do użytku Sala Królestwa przy ul. Bałtyckiej 142 w dzielnicy Gutkowo. Służyła ona Świadkom Jehowy do roku 2012.
Nowy, większy obiekt zbudowano w ciągu 18 miesięcy przy ul. Traugutta 27. Oddano go do użytku 5 lutego 1994 roku. Jest to kompleks dwóch Sal Królestwa, z którego korzysta około 600 olsztyńskich wyznawców.
Najnowsza Sala Królestwa powstała przy ul. Borowej 7 (w dzielnicy Zatorze), a otwarto ją 27 października 2007 roku. Korzysta z niej około 400 osób.
W latach 1983–1984, 1986–1988, 1994–2005, 2007–2008, 2010–2011 Świadkowie Jehowy organizowali kongresy okręgowe (letnie) na Stadionie OSiR (Stadion Stomil)) przy al. Piłsudskiego w Olsztynie. W ramach wynajmu obiekt ten był wtedy generalnie sprzątany i często remontowany przez Świadków Jehowy. 
W kolejnych latach kongresy regionalne m.in. dla zborów olsztyńskich odbywały się w wynajętych nowszych obiektach w innych miastach (2012, 2014–2017 w Ostródzie, 2013 w Mrągowie, w 2019 m.in. w Ełku, a w 2023 w Płocku).
W 2024 roku kongres regionalny ponownie zorganizowano w Olszynie – w Hali „Urania”.
Od 2002 (do 2020 roku oraz od 2023 roku) olsztyńscy Świadkowie Jehowy dwa razy w roku (jesień i wiosna) spotykają się na zgromadzeniach obwodowych w Sali Zgromadzeń w Malborku.
W latach 90. XX wieku powstała grupa języka migowego, w roku 2015 grupa języka angielskiego (działająca do 2020 roku), a w 2018 grupa języka rosyjskiego (w 2022 roku przekształcona w zbór). W językach tych prowadzone są zebrania zborowe. Od roku 2012 nastąpiła reorganizacja zborów, wskutek czego zbory stały się większe i lepiej zorganizowane, lecz ich liczba zmniejszyła się.
Miejscowi Świadkowie Jehowy zapewniają opiekę duszpasterską potrzebującym jej pacjentom Samodzielnego Publicznego Zakładu Opieki Zdrowotnej Ministerstwa Spraw Wewnętrznych z Warmińsko-Mazurskim Centrum Onkologii w Olsztynie.
W Wojewódzkim Szpitalu Specjalistycznym w Olsztynie zespoły medyczne operują Świadków Jehowy bez krwi.
Wytypowani kaznodzieje prowadzą działalność kaznodziejską również w Areszcie Śledczym w Olsztynie.
Od końca lutego 2022 roku rozpoczęto organizowanie pomocy dla Świadków Jehowy z Ukrainy, uchodźców – ofiar inwazji Rosji. W tym celu na terenie województwa powołano jeden z 16 Komitetów Pomocy Doraźnej działających w Polsce, składający się z przeszkolonych wolontariuszy.
Od początku kwietnia 2022 roku, kiedy to wznowiono przeprowadzanie zebrań w Salach Królestwa (od marca 2020 roku, z uwagi na pandemię COVID-19, zebrania z osobistym udziałem obecnych były zawieszone), uczęszczają na nie także Świadkowie Jehowy z Ukrainy, którzy musieli opuścić swój kraj ze względu na toczącą się tam wojnę. Szacuje się, że w samym Olsztynie jest to kilkudziesięcioosobowa grupa.

## Lista zborów i Sal Królestwa
Obecnie społeczność religijna Świadków Jehowy w Olsztynie liczy około 1000 głosicieli, którzy należą do ośmiu zborów:
- Olsztyn–Zatorze
- Olsztyn–Północ
- Olsztyn–Śródmieście
- Olsztyn–Pojezierze
- Olsztyn–Nagórki
- Olsztyn–Jaroty (w tym grupa języka migowego)
- Olsztyn–Dajtki
- Olsztyn–Rosyjski

Zbory te spotykają się w dwóch Salach Królestwa:
- Sala Królestwa, ul. Borowa 7, 10-242 Olsztyn (od roku 2007)
- Sala Królestwa, ul. Traugutta 27, 10-053 Olsztyn[1] (od roku 1994, kompleks dwóch sal)[b]